# Daphny van den Brand
Daphny van den Brand (Zeeland, Landerd, Brabant del Nord, 6 d'abril de 1978) és una ciclista neerlandesa. Especialista en ciclocròs, va guanyar set medalles, una d'elles d'or, als Campionats del món.

## Palmarès en ciclocròs
- 1997-1998
  -  Campiona dels Països Baixos en ciclocròs
- 1998-1999
  -  Campiona dels Països Baixos en ciclocròs
- 1999-2000
  -  Campiona dels Països Baixos en ciclocròs
- 2000-2001
  -  Campiona dels Països Baixos en ciclocròs
- 2001-2002
  -  Campiona dels Països Baixos en ciclocròs
- 2002-2003
  -  Campiona del món en ciclocròs
  -  Campiona dels Països Baixos en ciclocròs
  - 1a a la Copa del món de ciclocròs
- 2004-2005
  -  Campiona dels Països Baixos en ciclocròs
  - 1a a la Copa del món de ciclocròs (no oficial)
- 2005-2006
  -  Campiona dels Països Baixos en ciclocròs
  - 1a a la Copa del món de ciclocròs (no oficial)
- 2006-2007
  -  Campiona d'Europa en ciclocròs
  -  Campiona dels Països Baixos en ciclocròs
- 2007-2008
  -  Campiona d'Europa en ciclocròs
  - 1a al Trofeu GvA
- 2008-2009
  -  Campiona dels Països Baixos en ciclocròs
  - 1a al Trofeu GvA
- 2009-2010
  -  Campiona dels Països Baixos en ciclocròs
  - 1a a la Copa del món de ciclocròs
  - 1a al Trofeu GvA
- 2010-2011
  -  Campiona d'Europa en ciclocròs
- 2011-2012
  -  Campiona d'Europa en ciclocròs
  - 1a a la Copa del món de ciclocròs
  - 1a al Trofeu GvA

## Palmarès en ciclisme de muntanya
- 2002
  -  Campiona dels Països Baixos en Camp a través